# Titre adossé à des actifs
Pour les articles homonymes, voir ABS (homonymie).
Un asset-backed security (ABS), en français titre adossé à des actifs, ou encore « valeur mobilière adossée à des actifs », est une valeur mobilière dont les flux s'appuient sur ceux d'un actif ou d'un portefeuille d'actifs. La titrisation est le principal vecteur de création de ces actifs.
Les flux peuvent par exemple être basés sur ceux d'un portefeuille d'emprunts immobiliers, de paiements de cartes bancaires, de créances commerciales.
Les ABS sont l'une des formes les plus courantes de titrisation. Les ABS les plus répandus sont adossés à des crédits hypothécaires américains, montrés du doigt lors de la crise financière mondiale débutant en 2007, en raison de la crise des subprimes.
Un ABS est généralement constitué d'un paquet de 3 000 à 6 000 crédits d'un montant unitaire de 100 000 à 500 000 dollars américains.
Les ABS peuvent également porter sur des actifs sous-jacents plus originaux : le gouvernement italien a titrisé en ABS les produits futurs du Loto et de la vente d’un portefeuille de propriétés immobilières, David Bowie a titrisé les revenus futurs de son catalogue de titres en 2002, et une banque britannique a titrisé les revenus futurs d’une chaîne de bistrots.